# 王雄诞
王雄诞（?—623年），曹州济阴人。隋唐初武将。
有臂力，多智谋，是隋末民变领袖杜伏威的養子，号为骠骑将军。杜伏威有养子三十人，同衣食，只有阚棱、王雄诞知名。雄诞因年紀比阚棱小，故军中称阚棱为大将军，称雄诞为小将军。武德二年（619年）杜伏威归顺唐朝，而在其后，王雄诞以前后功授歙州总管，封宜春郡公。武德四年（621年），徵討李子通於杭州，生擒之。武德五年（622年），秦王李世民鎮壓河北劉黑闥、徐圓朗，連下十餘城，淮北震動，七月，召杜伏威入朝，臨行前以輔公祏留守丹陽，將兵權交給右將軍王雄誕，輔公祏心生不滿。輔公祏遂殺王雄誕造反。唐高祖嘉奖其节，命其子王果袭封宜春郡公。唐太宗即位，追赠左卫大将军、越州都督，谥曰忠。